# Breviceps poweri
Breviceps poweri är en groddjursart som beskrevs av Parker 1934. Breviceps poweri ingår i släktet Breviceps och familjen Brevicipitidae. IUCN kategoriserar arten globalt som livskraftig. Inga underarter finns listade.